# Винклер, Вильгельм (виолончелист)
Вильгельм Винклер (нем. Wilhelm Winkler; 19 мая 1892, Вена — 12 сентября 1973, Вена) — австрийский виолончелист.

## Биография
Окончил Венскую академию музыки (1913), ученик Франца Шмидта. 
В 1910—1911 гг. частным образом изучал контрапункт под руководством Арнольда Шёнберга, затем также учился у Альбана Берга. Участвовал в концертах шёнберговского Общества частных музыкальных представлений.
В середине 1910-х гг. короткое время солист оперного оркестра в Бреслау. В межвоенный период играл в струнном квартете Готфрида Файста, в 1922—1923 гг. также в квартете Рудольфа Колиша и наконец в квартете Зедлака-Винклера (примариус Фриц Зедлак). В 1922 г. был (наряду с Вальтером Гизекингом, Йожефом Сигети и другими будущими звёздами исполнительского искусства) среди участников Международной недели камерной музыки в Зальцбурге под руководством Рихарда Штрауса. Концертмейстер виолончелей в оркестре Венской народной оперы. Выступал как солист с Венским симфоническим оркестром, исполнял в Вене новейшую европейскую музыку (в частности, сонату Виллема Пейпера).
Опубликовал учебное пособие для начинающих «Новые упражнения по гаммам и аккордам» (нем. Neue Skalen- und Akkordstudien; вып. 1, 1930; вып. 2-3, 1953). Кроме того, в 1962 г. была издана каденция Франца Шмидта ко 2-му виолончельному концерту Йозефа Гайдна, нотная запись которой пропала во время Первой мировой войны, однако Винклер восстановил её по памяти.
Сын — Эвальд Винклер (род. 1925), также виолончелист, в 1957—1990 гг. солист Венского филармонического оркестра.